# Arno Eckardt
Arno Albert August Eckardt (* 8. April 1900 in Langensalza; † 28. November 1975) war ein deutscher Industrieller.

## Werdegang
Eckardt promovierte 1926 in Hamburg zum Dr. sc. pol. Später war er Direktor und Vorstandsmitglied der Esso AG und der Ebano Raffinerie AG. Er war auch Geschäftsführer der Waried Tankschiff Rhederei GmbH.
Auf Verbandsebene war er Vorsitzender des Arbeitsgemeinschaft der Bitumen-Industrie und Direktor der Fédération Routière Internationale.

## Ehrungen
- 1969: Großes Verdienstkreuz der Bundesrepublik Deutschland